# Leptochiton
Leptochiton Sealy é um género que agrupa duas espécies de plantas bulbosas pertencente à família das Amaryllidaceae. O género tem distribuição natural restrita à América do Sul, desde o Equador ao Peru.

## Descrição e taxonomia
O género foi descrito por Joseph Robert Sealy e publicado no Bot. Mag. 1937. A espécie tipo é Leptochiton quitoensis (Herb.) Sealy  1937 

## Espécies
O género integra as seguintes espécies:
- Leptochiton helianthus (Ravenna) Gereau & Brako  1993
- Leptochiton quitoensis (Herb.) Sealy  1937